# Храм Покрова Божией Матери (Заостровье)
Храм во имя Покрова Божией Матери — уникальный христианский культурный и архитектурный памятник деревянного зодчества XVII века, расположенный в небольшой деревне Рикасово на территории Заостровского сельского поселения Приморского района Архангельской области Российской Федерации, в четырёх километрах от административного центра области — города Архангельска.

## История
В старинных документах первые упоминания о существовании в Заостровье православного прихода относятся к XVI веку, к времени пребывания на царском престоле Ивана Грозного. Известно, что построенные в Заостровье церкви сгорали в результате пожаров, страдали от ударов молний и саморазрушались. Одна из них была перевезена в Соломбалу.
Строительство храма, дошедшего до наших дней, было начато по благословению епископа Русской церкви, первого епископа Холмогорского и Важского Афанасия (Любимова) в 1686 году и было завершено в 1688 году.
В 1915 году, за два года до Октябрьской революции, в храме была проведена капитальная реставрация, после которой он и был освящён во имя Покрова Божией Матери. Во многом благодаря проведённой реставрации храм сумел пережить годы советской власти.
В 1808 году в нескольких десятках метрах от Храма Покрова Божией Матери был заложен каменный Храм Сретения Господня, строительство которого было полностью завершено семьдесят лет спустя, в 1878 году. В настоящее время в нём проводятся все церковные службы Заостровского погоста, ибо деревянный храм находится в аварийном состоянии и остро нуждается в средствах на реставрацию.

## Архитектура
Покровская церковь по своей конструкции «кубоватая», то есть в его основе прямоугольный сруб, который венчают девять глав-куполов, покрытых лемехом и покоящихся на высоких барабанах. Существует мнение, что такое необычное для тех времён завершение явилось результатом запрета, наложенного в конце XVII века патриархом Никоном на строительство «языческих шатров» (с той поры строились только шатровые колокольни). Кульминацией поиска новой архитектурной формы явилась Преображенская церковь на острове Кижи. По мнению некоторых исследователей деревянного зодчества Поморья, Сретенская церковь явилась её дальним прототипом и одной из первых удачных попыток найти замену шатру.